# آنا فيكرز
آنا فيكرز (بالإنجليزية: Anna Vickers)‏ هي عالمة طحالب ولدت في عام 1852 وتوفيت عام 1906، وكانت أيضًا جامعة نباتات وعُرفت بسبب أبحاثها واكتشفاتها في الطحالب الخاصة بجزر الأنتيل وكذلك جزر الكناري.

## حياتها
وُلدت آنا فيكرز في 28 يونيو عام 1852 في مدينة بوردو في فرنسا، بالرغم من ذلك كان أباها بريطانيًا، وفي عام 1879-80 زارت أستراليا ونيوزلندا بصحبة عائلتها، وبالسفر الواسع أصبحت مهتمة بلغة الماوري، وفي عام 1883 قامت بنشر دراسة لها عن تلك الرحلات التي قامت بها بعنوان «رحلة إلى أستراليا ونيوزلندا» وقامت بالتطرق في مواضيع دراستها إلي بعض المصطلحات للطحالب ونبات السرخس في لغة الماوري في جنوب أستراليا، وقامت بشرح وتحليل المواضيع في كتابها بواسطة بعض الصور من تصويرها.
توفيت آنا فيكرز في 1 أغسطس عام 1906 في مدينة روسكوف في فرنسا.

## العمل العلمي

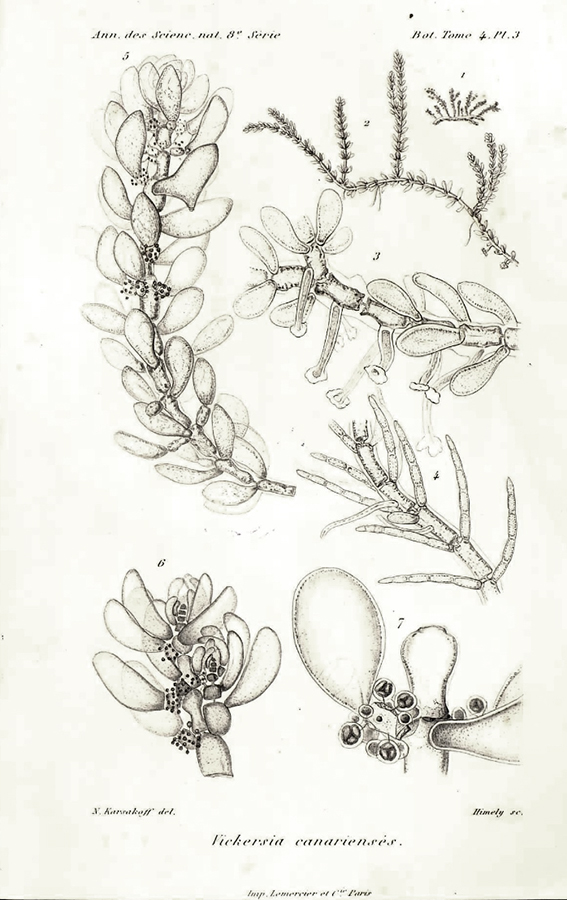
طحلب فيكرزيا الكناري عام 1896.

قامت آنا بإجراء أبحاث لها عن النباتات البحرية حول مدينة روسكوف، جزر النابلز (إيطاليا)، وجزر الأنتيلس، وقامت بنشر أوراق كثيرة في صحف فرنسية عن نباتات جزر الكناري والباربادوس، متضمنة نتائج حول زيارات ميدانية في جزر الكناري في سنة 1895 و 1896 وفي الجزر الغربية في عام 1898 و 1899, وكذلك عامي 1902-1903، وقادت اعمالها في جزر الكناري إلي اكتشاف أكثر من 30 نوع نباتات جديد علي جزر الكناري وحدها، بينما اعمالها علي جزر الأنتليس قادتها إلي وصف أكثر من 24 نوع جديد من النباتات.
عندما ماتت آنا فيكرز في عمر 54 تركت كتابًا مخططًا لنباتات جزر الباربادوس لم تنتهي من صياغته بعد، وقامت زميلتها ماري شو بإتمامه ونشره في عام 1908 متضمنًا علي 93 شريحة تشريحية قامت فيكرز برسمها بنفسها وبعض التصورات والتحليلات الأخرى بالأالوان لنبتت ميلي تروتت، وتضمنت علي وصف 5 أنواع جديدة.
وطول الطريق كانت آنا فيكرز تجمع العديد من العينات والتي ذهبت جيمعها إلي المتحف البريطاني وكذلك إلى الحديقة النباتية في نيويورك وكذلك إلى العديد من المتاحف الأخرى في أوروبا وأمريكا.
ويتم الاحتفاء بآنا فيكرز بإطلاق اسمها علي نوع من الطحالب الحمراء (فيكرزيا 1896) إحدى أنواع عائلة الوانجلياكي الطحلبية 